# Spiroxya spiralis
Spiroxya spiralis är en svampdjursart som först beskrevs av Johnson 1899.  Spiroxya spiralis ingår i släktet Spiroxya och familjen Alectonidae.
Artens utbredningsområde är Madeira. Inga underarter finns listade i Catalogue of Life.